# Mohammed Abdulbasit
Mohammad Abdulbasit Mohammad Amin Al Abdulla, noto semplicemente come Mohammed Abdulbasit (in arabo محمد عبد الباسط‎?; Dubai, 19 ottobre 1995), è un calciatore emiratino, centrocampista del Sharjah e della nazionale emiratina.

## Palmarès

### Club

#### Competizioni nazionali
- UAE Arabian Gulf Cup: 2

Al Wahda: 2015-2016, 2017-2018
- Coppa del Presidente degli Emirati Arabi Uniti : 1

Al Wahda: 2016-2017
- UAE Super Cup: 4

AL Wahda: 2017, 2018
Sharjah: 2020, 2022

#### Competizioni internazionali
- AFC Champions League Two: 1

Sharjah: 2024-2025